# Río Isen
El río Isen es un río ficticio creado por el escritor británico J. R. R. Tolkien en su universo imaginario de Arda. Se trata de uno de los ríos más importantes y más largos del noroeste de la Tierra Media. Marca el límite meridional de Enedwaith; separando esta región del Viejo Territorio Púkel (Drúwaith Iaur). Marcaba, además, el límite del reino de los dúnedain del Sur a finales de la Segunda y principios de la Tercera Edad. A partir de la ocupación rohirrim del territorio gondoriano de Calenardhron (2510 T. E.), marcaba el límite oeste del reino de Rohan, separándolo del territorio Dunledino.
Durante la Guerra del Anillo fue embalsado por los Ents a la altura de su salida a Nan Curunir; para inundar Isengard y apagar los fuegos de la torre de Orthanc.

## Etimología
El nombre de este río proviene del Rohírrico, cuya traducción significa Río de Hierro. Llamado en Sindarin Sîr Angren cuyo significado es el mismo; angren, pl. engrin: “Hierro”; raíz ANGÂ; y Sîr: “río”. Al igual que Isengard, el nombre deriva de “(...)la gran dureza de la piedra de ese lugar...”

## Nacimiento y desembocadura
Nace en el extremo sur de las Montañas Nubladas, más precisamente en la ladera oriental del Methedras. Cruza todo el Valle del Mago (Nan Curunir), de norte a sur; "corriendo" en paralelo con la “Calzada de Piedra” que une los Vados del Isen con Orthanc. A pocas millas al sur de los Vados, en el Paso de Rohan (gran lengua de tierra que separa las Montañas Nubladas de las Montañas Blancas), el río describe una gran curva, volcando sus aguas hacia el suroeste. Desemboca en el Belegaer, luego de recorrer trescientas millas desde su nacimiento, en un importante estuario; al norte de Andrast

## Los Vados del Isen
A la salida de Nan Curunir, se encuentra una zona conocida como Los Vados, (Ethraid Engrin) “(...)en donde largas y rápidas pendientes descienden hasta un bajío pedregoso del río, entre terrazas altas y herbosas. Allí El camino se hundía entre terrazas y barrancas verdes cada vez más altas, hasta la orilla del río, para volver a subir en la otra margen. Tres hileras de piedras planas y escalonadas atravesaban la corriente y entre ellas corrían los vados para los caballos, que desde ambas riberas llegaban a un islote desnudo en el centro del río”. En esa zona se produjeron las dos Batallas de los Vados del Isen, entre el ejército de Isengard y el Éored de Théodred, hijo de Théoden, Rey de Rohan; y los muertos fueron enterrados en el islote en un gran túmulo rodeado de lanzas.
- Datos: Q2347057